# Six des Eaux Froides
Six des Eaux Froides är en bergstopp i Schweiz.   Den ligger i distriktet Hérens och kantonen Valais, i den sydvästra delen av landet, 70 km söder om huvudstaden Bern. Toppen på Six des Eaux Froides är 2 905 meter över havet, eller 253 meter över den omgivande terrängen. Bredden vid basen är 1,7 km.
Terrängen runt Six des Eaux Froides är huvudsakligen mycket bergig. Runt Six des Eaux Froides är det ganska tätbefolkat, med 104 invånare per kvadratkilometer.. Närmaste större samhälle är Sion, 13,5 km söder om Six des Eaux Froides. 
I omgivningarna runt Six des Eaux Froides växer i huvudsak blandskog.